# Pardosa nordicolens
Pardosa nordicolens là một loài nhện trong họ Lycosidae.
Loài này thuộc chi Pardosa. Pardosa nordicolens được Ralph Vary Chamberlin & Wilton Ivie miêu tả năm 1947.